# Anoplotrupes stercorosus
Anoplotrupes stercorosus es una especie de coleóptero de la familia Geotrupidae.

## Distribución geográfica
Habita en Europa y el norte de Oriente Próximo.